# Песчаный (Челябинская область)
Песчаный — посёлок в Красноармейском районе Челябинской области России. Входит в состав Луговского сельского поселения.

## География
Посёлок находится на северо-востоке Челябинской области, в лесостепной зоне, на западном берегу озера Шувалды, к югу от озера Курлады, на расстоянии 30 километров (по прямой) к юго-западу от села Миасского, административного центра района. Абсолютная высота 189 метров над уровнем моря.

## Население
| 2002 | 2010 |
| ---- | ---- |
| 184  | ↘137 |

Гендерный состав
По данным Всероссийской переписи населения 2010 года в гендерной структуре населения мужчины составляли 40,9 %, женщины — 59,1 %.
Национальный состав
Согласно результатам переписи 2002 года, в национальной структуре населения русские составляли 76 %.

## Улицы
Уличная сеть деревни состоит из двенадцати улиц и трёх переулков.